# Hampsonodes comaltepeca
Hampsonodes comaltepeca är en fjärilsart som beskrevs av Emilio Berio 1966. Hampsonodes comaltepeca ingår i släktet Hampsonodes och familjen nattflyn. Inga underarter finns listade i Catalogue of Life.